# Teresa Vives i Missé
Teresa Vives i Missé, en religió Casta de Jesús (Arenys de Mar, 1866 - Madrid, 1936) va ser una monja catalana, de la congregació de les Adoratrius Esclaves del Santíssim Sagrament i de la Caritat; va morir màrtir en començar la Guerra civil espanyola i ha estat proclamada beata per l'Església catòlica.

## Biografia
Teresa Vives va néixer a Arenys de Mar el 20 d'abril de 1866, en el si d'una família benestant (el seu pare era advocat). Teresa era la petita de quatre germans que vivien a una casa del carrer de Bonaire.
Va iniciar la seva vocació als catorze anys, al col·legi de Nostra Senyora de l'Ensenyança a Calella on hi havia la comunitat de religioses de la Companyia de Maria. Els quatre anys en aquella casa van fer que aprofundís en les seves conviccions, sota la direcció espiritual del pare Joaquim Ma. de Llavaneres, prenent la decisió de ser religiosa i dedicar-se a l'ensenyament.
Per influència del seu mentor, escriu a la superiora de les Adoratrius de Madrid i li manifesta la seva voluntat d'ingressar a la congregació religiosa. Una cosina seva, la germana Llum, ja era adoratriu, i sembla que la germana gran, Joaquima, també era religiosa aleshores.
El maig de 1885, va ingressar a les Adoratrius Esclaves del Santíssim Sagrament i de la Caritat de Madrid, fent la professió perpètua l'any 1894 i prenent el nom de Casta de Jesús. Fou de les primeres fundadores de la casa-col·legi de Roma, en la qual hi va residir diversos anys, i superiora de diverses cases de l'institut i membre de la cúria general.

### Mort
Morí assassinada el 10 de novembre de 1936 a Madrid, en els inicis de la guerra civil. Pocs abans havia tingut l'oportunitat de traslladar-se a Barcelona, però va preferir quedar-se a Madrid, al costat de les seves germanes en la congregació. Quan es veieren obligades a deixar la Casa General el 28 de juliol de 1936, confiscada per a destinar-la a hospital de sang, Casta de Jesús s'allotjà en una casa particular. Tanmateix, la situació s'allargava i, assabentada que un bon nombre de germanes s'havien instal·lat en un pis del carrer Costanilla, va expressar el desig d'instal·lar-s'hi. La superiora era Manuela Arríola i la comunitat reunida quedaria formada per 23 germanes.
El 9 de novembre, a mitja tarda, les sirenes anunciaren un bombardeig. Les germanes baixaren per anar al refugi, però no hi arribaren: els milicians, coneixedors des del setembre anterior de la seva presència a l'immoble, els ho van impedir. En la confusió prèvia, un milicià havia mort d'un tret en ple carrer i les germanes van ser acusades d'haver-lo matat.
Les traslladen a la txeca propera del carrer Fomento; allí són sentenciades a mort. En la matinada del 10 de novembre, en diferents camionetes les porten al cementiri de l'Est, al límit entre Madrid i Vicálvaro, on són afusellades.

## Veneració
Les seves restes es troben avui a la casa general de l'orde a Madrid. El papa Benet XVI, la va beatificar el 28 d'octubre de 2007 juntament amb 497 màrtirs més.